# 雷健华
雷健华（Raymond Louie，1965年1月16日—)，华裔加拿大人，2002年首次当选温哥华市议员，2005年、2008年、2011年、2014年连续4次连任温哥华市议员。

## 背景
雷健华在温哥华东区出生长大，祖籍中国广东中山市渡头村。 家人经营一家当地面包店为生。他是三个兄弟姐妹中最小的一个。雷健华就读于努特卡小学和温德米尔中学。卑诗理工学院肄业。

## 温哥华市议员
雷健华是温哥华代理市长，并在多个市府管理组织中任职：
- 规划环境常务委员
- 交通运输常务委员
- 城市服务和预算常务委员
- 温哥华停车场总监
- 温哥华市民委员会主任
- 东南假溪重建指导委员会联合主席
- 城市创意工作组副主席
- 市长移民工作小组共同主席
- 大温区域局（GVRD）主任
- 大温区域局（GVRD）劳资关系局局长
- 大温区域局（GVRD）财务委员会主任
- 大温哥华交通局局长（GVTA）
- 大温区域局（GVRD）财务与审计委员会主任
- COPE成员

## 个人生活
雷健华与妻子Tonya和他们的三个孩子住在温哥华东。他酷爱骑自行车。